# Van E. Chandler
Van Edgar Chandler (5 tháng 3 năm 1925 – 11 tháng 3 năm 1998) là một sĩ quan quân đội và phi công người Mỹ, ông đã bắn phá hủy 5 máy bay quân địch trong trận không chiến trong Thế chiến II, trở thành phi công trẻ nhất trong Quân đội Hoa Kỳ. Ông thực hiện các nhiệm vụ trong Chiến tranh Triều Tiên và Chiến tranh Việt Nam, trước khi giải ngũ khỏi Không quân Hoa Kỳ vào năm 1974 với quân hàm đại tá.

## Đầu đời
Chandler sinh ngày 5 tháng 3 năm 1925 tại Kemp, Texas.

## Binh nghiệp
Tháng 2 năm 1943, ông tuyển quân vào Không lực Lục quân Hoa Kỳ nhưng lúc đầu bị từ chối vì còn trẻ tuổi. Tháng 3 năm 1943, ông được phép nhập ngũ và bắt đầu nhiệm vụ. Vào tháng 1 năm 1944, ông nhận phù hiệu phi công và bằng sắc phong hàm thiếu úy.

### Thế chiến II

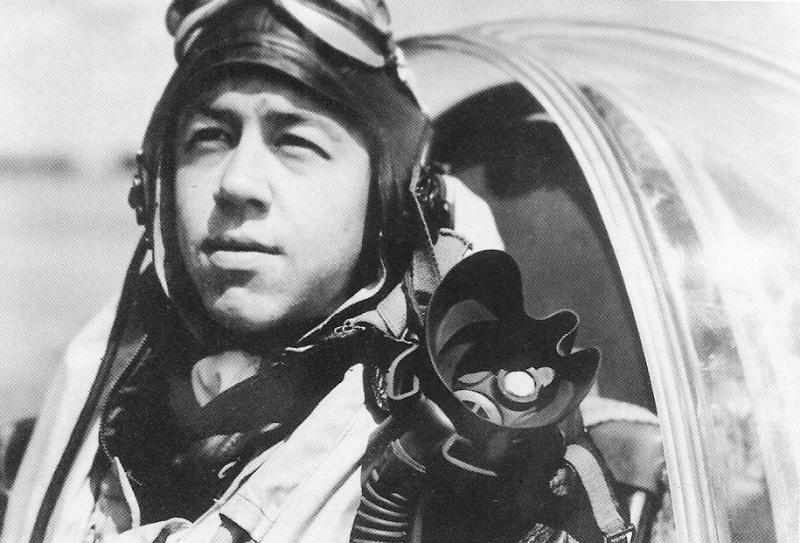
Chandler lên máy bay P-51 Mustang trong Thế chiến II

Vào tháng 6 năm 1944, Chandler được phân công vào Phi đoàn Chiến đấu số 336 (336th Fighter Squadron) thuộc Liên đoàn Chiến đấu số 4 (4th Fighter Group) tại Mặt trận Tác chiến Châu Âu. Từ căn cứ tại Không quân Hoàng gia Debden, ông thực hiện các nhiệm vụ trên chiếc North American P-51 Mustang. Trong khi thực hiện nhiệm vụ một tuần sau khi đến Anh, chiếc P-51 của Chandler gặp trục trặc và ông phải bỏ thoát qua Đức. Sau khi thoát ra, ông được một gia đình người Bỉ chăm sóc cho đến khi được Lục quân Anh giải cứu.
Sau khi trở về đơn vị, ông lập chiến công trên không đầu tiên vào ngày 12 tháng 9, khi bắn hạ một chiếc Focke-Wulf Fw 190 trên Wiesbaden, Đức. Ông lập chiến công thứ hai vào ngày 6 tháng 11. Vào Lễ Giáng sinh năm 1944, ông bắn hạ một chiếc Fw 190 và Messerschmitt Bf 109 trên Koblenz. Ông đạt huy hiệu phi công ách vào đầu năm mới 1945, khi bắn hạ một chiếc Bf 109 trên Uelzen ở tuổi 19, khiến ông trở thành phi công trẻ nhất trong Quân đội Hoa Kỳ đạt được huy hiệu này. Ngày 29 tháng 1 năm 1945, ông được bổ nhiệm làm Trợ lý Sĩ quan Tác chiến và Pháo binh của Phi đoàn Chiến đấu 336.
Trong Thế chiến II, Chandler được công nhận là đã bắn phá hủy 5 máy bay quân địch trong trận không chiến cộng với 4 chiếc bị phá hủy trên mặt đất khi bắn phá các sân bay của quân địch. Khi phục vụ trong 4th FG, ông điều khiển chiếc P-51 mang tên "Wheezy".

### Chiến tranh Lạnh

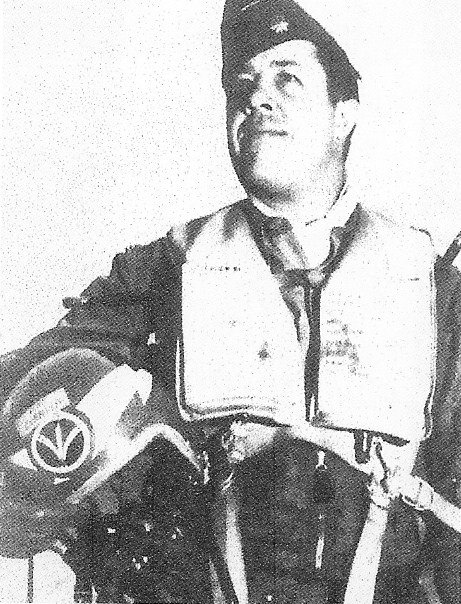
Chandler trong Chiến tranh Triều Tiên

Sau khi Thế chiến II kết thúc, Chandler được phân công vào Phi đoàn Chiến đấu số 76 (76th Fighter Squadron) ở Guam, đến tháng 12 năm 1948, ông được phân công đến Phi đoàn Chiến đấu số 61 (61st Fighter Squadron).
Vào tháng 9 năm 1951, ông được thăng quân hàm thiếu tá đến tháng 12 cùng năm, ông được phân công vào Phi đoàn Chiến đấu số 25 (25th Fighter Squadron) thuộc Không đoàn Chiến đấu số 51 (51st Fighter Wing) tại Căn cứ Không quân Suwon ở Hàn Quốc trong Chiến tranh Triều Tiên. Trong cuộc chiến tranh, ông được công nhận khi đã bắn hạ ba chiếc Mikoyan-Gurevich MiG-15 khi điều khiển chiếc F-86 Sabre, nâng tổng số chiến công của ông lên tám.
Sau khi trở về từ Hàn Quốc, Chandler phục vụ trong Bộ Tư lệnh Phòng không tại Căn cứ Không quân Ent ở Colorado và sĩ quan giám sát Lockheed F-104 Starfighter tại Căn cứ Không quân Edwards ở California, từ năm 1952 đến năm 1956. Vào tháng 3 năm 1958, ông theo học tại Đại học Tham mưu Không quân Hoàng gia ở Luân Đôn, cùng năm, ông trở thành tư lệnh Phi đoàn Chiến đấu số 22 (22nd Fighter Squadron) tại Căn cứ Không quân Bitburg ở Tây Đức. Năm 1961, ông được chỉ định đến sở chỉ huy Bộ Tư lệnh Không quân Chiến lược tại Căn cứ Không quân Offutt ở Nebraska và vào tháng 8 năm 1967, ông được chỉ định đến sở chỉ huy Không quân Hoa Kỳ tại Lầu Năm Góc.
Sau khi theo học tại Khoa Không chiến từ tháng 8 năm 1968 đến tháng 8 năm 1969, Chandler được bổ nhiệm làm Phó Tư lệnh Tác chiến của Không đoàn Chiến đấu số 31 (31st Fighter Wing) tại Căn cứ Không quân Tuy Hòa thời Việt Nam Cộng hòa trong Chiến tranh Việt Nam. Ông thực hiện các nhiệm vụ trên chiếc North American F-100 Super Sabre trong chiến tranh cho đến tháng 8 năm 1970.
Nhiệm vụ cuối của ông là tại Sân bay Quốc tế Duluth ở Minnesota, ông giữ chức vụ Phó phụ trách Tác chiến của Bộ Chỉ huy Phòng không Bắc Mỹ, từ tháng 6 năm 1972 cho đến khi giải ngũ khỏi Không quân Hoa Kỳ vào tháng 8 năm 1974.

## Gia đình
Chandler kết hôn với Mary Elizabeth, nhũ danh Weber. Họ có một con gái và ba người cháu.
Sau khi giải ngũ khỏi Không quân Hoa Kỳ, Chandler cùng gia đình chuyển đến Greeley, Colorado. Ông tốt nghiệp với bằng kinh doanh từ Đại học Bắc Colorado. Chandler mắc bệnh ung thư và qua đời vào ngày 11 tháng 3 năm 1998, ở tuổi 73. Theo nguyện vọng của Chandler, thi hài ông được hỏa táng và tro cốt  rải trên Pawnee Buttes.

## Thành tích
| Ngày tháng        | # | Loại                    | Vị trí         | Máy bay       | Đơn vị chỉ định |
| ----------------- | - | ----------------------- | -------------- | ------------- | --------------- |
| 12 tháng 9, 1944  | 1 | Focke-Wulf Fw 190       | Wiesbaden, Đức | P-51B Mustang | 336 FS, 4 FG    |
| 6 tháng 11, 1944  | 1 | Fw 190                  | Minden, Đức    | P-51D Mustang | 336 FS, 4 FG    |
| 25 tháng 12, 1944 | 1 | Messerschmitt Bf 109    | Koblenz, Đức   | P-51D Mustang | 336 FS, 4 FG    |
| 25 tháng 12, 1944 | 1 | Fw 190                  | Koblenz, Đức   | P-51D Mustang | 336 FS, 4 FG    |
| 1 tháng 1, 1945   | 1 | Bf 109                  | Uelzen, Đức    | P-51D Mustang | 336 FS, 4 FG    |
| 6 tháng 1, 1952   | 1 | Mikoyan-Gurevich MiG-15 | Triều Tiên     | F-86 Sabre    | 25 FIS, 51 FIW  |
| 20 tháng 2, 1952  | 1 | MiG-15                  | Triều Tiên     | F-86 Sabre    | 25 FIS, 51 FIW  |
| 27 tháng 2, 1952  | 1 | MiG-15                  | Triều Tiên     | F-86 Sabre    | 25 FIS, 51 FIW  |

## Huy chương

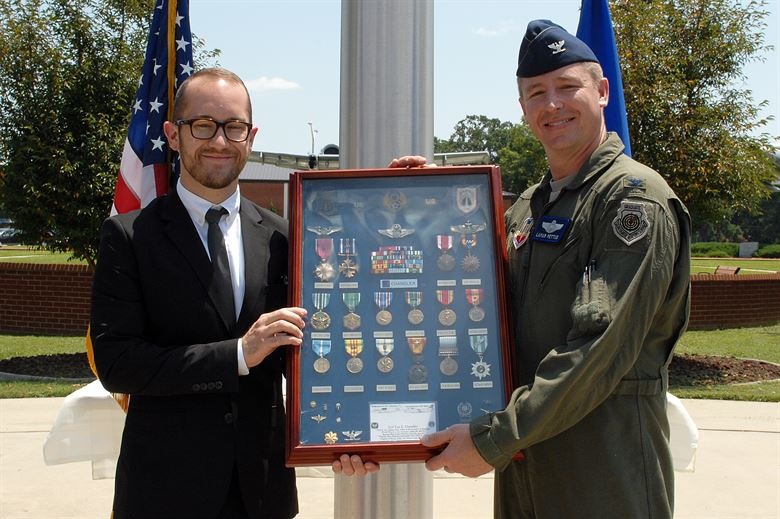
Thomas Nash (trái), cháu trai của Van Chandler, tặng hộp huy chương cho Đại tá Lamar Pettus, phó tư lệnh 4th Fighter Wing trong một buổi lễ tại Căn cứ Không quân Seymour Johnson (2013).

Huy chương gồm:
|  |                          |
|  | Huy hiệu Phi công Hoa Kỳ |

| Bronze oak leaf cluster · Width-44 crimson ribbon with a pair of width-2 white stripes on the edges                                                              | Legion of Merit cùng cụm lá sồi đồng                                                    |
| Bronze oak leaf cluster · Bronze oak leaf cluster | Huy chương Thập tự Xuất sắc cùng hai cụm lá sồi đồng                                    |
| | Huy chương Công trạng                                                                   |
| Silver oak leaf cluster · Silver oak leaf cluster · Bronze oak leaf cluster · Bronze oak leaf cluster                                                            | Huy chương Không quân cùng hai cụm lá sồi bạc và hai đồng                               |
| | Huy chương Khen thưởng                                                                  |
| | Huy chương Khen thưởng Lục quân                                                         |
| | Huy chương Chiến dịch Hoa Kỳ                                                            |
| Bronze star · Bronze star · Bronze star | Huy chương Chiến dịch Châu Âu – Châu Phi – Trung Đông cùng ba huy hiệu ngôi sao phục vụ |
| | Huy chương Chiến công Thế chiến II                                                      |
| Bronze star · Width=44 scarlet ribbon with a central width-4 golden yellow stripe, flanked by pairs of width-1 scarlet, white, Old Glory blue, and white stripes | Huy chương Phục vụ Quốc phòng cùng huy hiệu ngôi sao phục vụ đồng                       |
| | Huy chương Phục vụ Hàn Quốc                                                             |
| Bronze star · Bronze star | Huy chương Phục vụ Việt Nam cùng hai huy hiệu ngôi sao chiến dịch đồng                  |
| Silver oak leaf cluster · Bronze oak leaf cluster | Huy chương Phục vụ Không quân cùng cụm lá sồi bạc và đồng                               |
| | Huy chương Dự bị Lực lượng Vũ trang                                                     |
| | Anh Dũng Bội Tinh                                                                       |
| | Huy chương Phục vụ Liên Hợp Quốc Hàn Quốc                                               |
| | Chiến dịch Bội tinh                                                                     |
| | Huy chương Phục vụ Chiến tranh Triều Tiên                                               |

- Congressional Gold Medal (2015)[3]